# Nino Gurieli
Nino Gurieli, née le 6 décembre 1961 à Tbilissi, est une joueuse d'échecs soviétique puis géorgienne. Elle a le titre de grand maître international féminin depuis 1980 et celui de maître international (titre mixte) depuis 1997. Elle a participé au tournoi des candidates au championnat du monde d'échecs féminin en 1980 et 1997.

## Carrière aux échecs
Championne de Géorgie en 1979, Nino Gurieli finit troisième du tournoi interzonal féminin de Alicante en 1979. Grâce à ce résultat, elle se qualifie pour le tournoi des candidates. Au premier tour, elle affronte Nona Gaprindachvili et perd 3 à 6. En 1995, lors du tournoi interzonal de Chişinău, elle finit septième et se qualifie pour le tournoi des candidates de 1997 à Groningue, où elle finit neuvième sur dix joueuses.
Elle atteint un classement Elo de 2 400 points en janvier 1987.

## Compétitions par équipe
Nino Gurieli a représenté la Géorgie lors de quatre olympiades féminines, remportant la médaille d'or par équipe en 1992, 1994 et 1996, puis la médaille d'argent par équipe en 2000. Elle était à chaque fois remplaçante (échiquier de réserve) et remporta la médaille de bronze individuelle en 1994.
Elle a participé au championnat d'Europe par équipe en 1992 et 1999, remportant la médaille d'argent par équipe en 1992.